# Лицензия на брак
«Лицензия на брак» (англ. License to Wed) — американская романтическая кинокомедия режиссёра Кена Куописа. Премьера состоялась 3 июля 2007 года.

## Сюжет
Бен (Джон Красински) влюблён в Сэйди (Мэнди Мур) и собирается сделать предложение в кругу семьи во время годовщины свадьбы её родителей. Невеста желает, чтобы венчание прошло в местной церкви, которая имеет большое значение для неё. У преподобного Френка Дормана (Робин Уильямс), который должен их обвенчать, есть обязательное условие для каждой пары — добрачные курсы. Для отношений влюблённых это и станет главным испытанием.

## В ролях
- Робин Уильямс — преподобный Френк Дорман
- Мэнди Мур — Сэйди Джонс
- Джон Красински — Бен Мёрфи
- Эрик Кристиан Олсен — Карлис Маерс
- Кристин Тейлор — Линдси Джонс
- Джош Флиттер — помощник преподобного
- ДиРэй Дэвис — Джоел
- Питер Штраусс — мистер Джонс
- Грейс Забриски — Грандма Джонс
- Роксанн Харт — миссис Джонс
- Минди Калинг — Шелли
- Анжела Кинси — Джудит
- Рэйчел Харрис — Жанин
- Брайан Баумгартнер — Джим
- Ванда Сайкс — медсестра Борман
- Боб Балабан — клерк в ювелирном магазине (в титрах не указан)

## Критика
Фильм считается «гнилым» (набрал менее 60%), согласно Rotten Tomatoes, с показателем «Томатометра» в 7%, с средним рейтингом 3.1 балла из 10. Рецензия-опрос веб-сайта Rotten Tomatoes показала, что 55% аудитории, оценив на 3.2 балла из 5, дали положительный отзыв о фильме..